# Benedetto Brin (couraçado)
O Benedetto Brin foi um couraçado pré-dreadnought operado pela Marinha Real Italiana e a segunda e última embarcação da Classe Regina Margherita, depois do Regina Margherita. Sua construção começou em janeiro de 1899 no Estaleiro Real de Castellammare di Stabia e foi lançado ao mar em novembro de 1901, sendo comissionado em setembro de 1905. Era armado com uma bateria principal de quatro canhões de 305 milímetros em duas torres de artilharia duplas, tinha um deslocamento de quinze mil toneladas e alcançava uma velocidade máxima de vinte nós.
O Benedetto Brin passou seus primeiros anos de serviço participando principalmente de exercícios junto com seu irmão e o restante da frota italiana. O navio participou de operações no Mar Egeu durante a Guerra Ítalo-Turca de 1911 e 1912, incluindo o bombardeamento da cidade de Trípoli em outubro de 1911. A Itália entrou na Primeira Guerra Mundial em maio de 1915, porém o Benedetto Brin não foi usado ofensivamente e acabou transformado em um navio-escola junto com seu irmão. Foi destruído por uma explosão interna no porto de Brindisi em 27 de setembro de 1915.

## Características

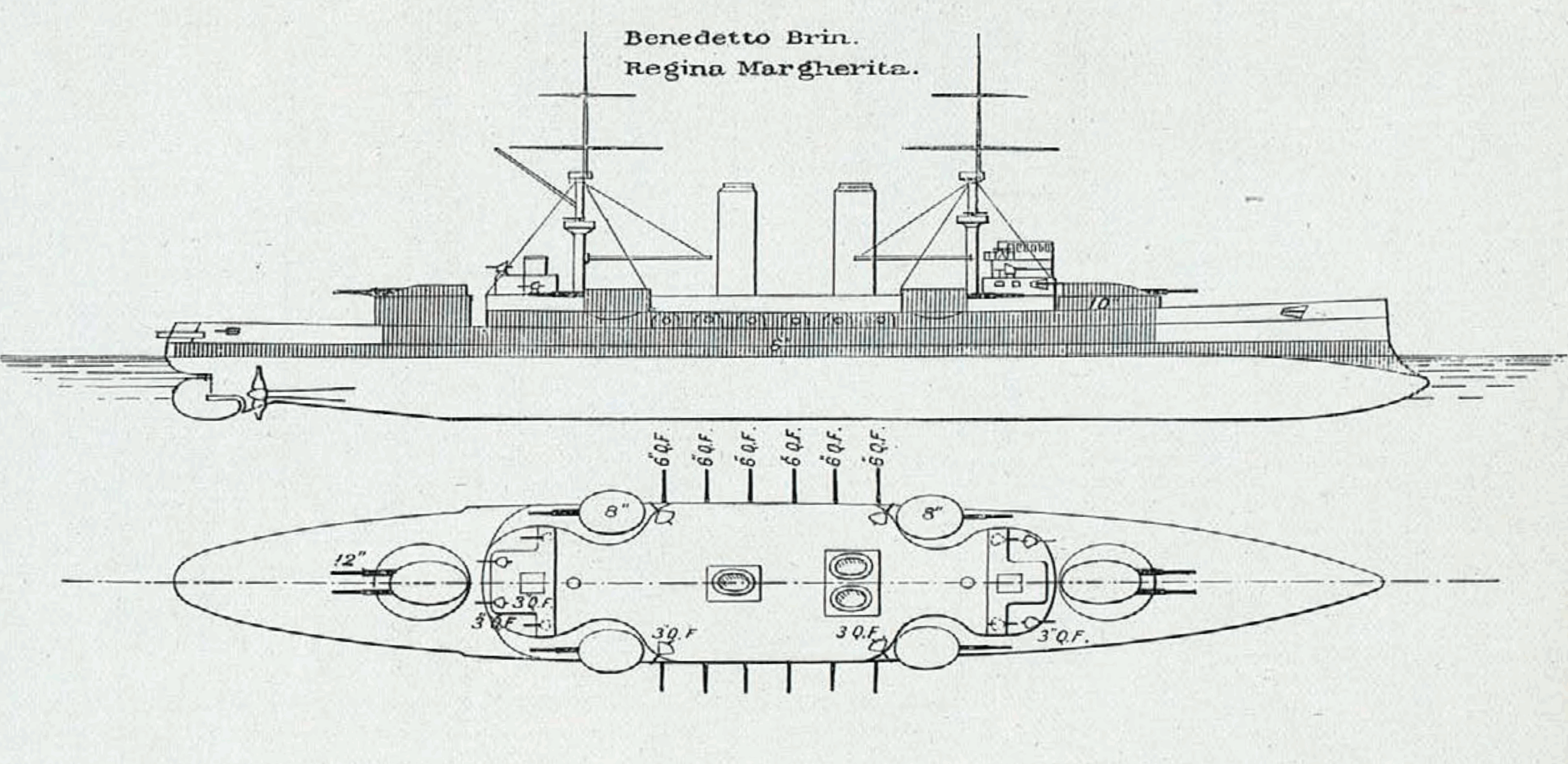
Desenho da Classe Regina Margherita

O Benedetto Brin tinha 138,65 metros de comprimento de fora a fora, uma boca de 23,84 metros e um calado de nove metros. Tinha um deslocamento normal de 13 427 toneladas e um deslocamento carregado de 14 937 toneladas. Seu sistema de propulsão consistia em 28 caldeiras de tubos d'água Belleville a carvão que alimentavam dois motores de tripla-expansão, cada um girando uma hélice. A potência indicada era de 20 764 cavalos-vapor (15 268 quilowatts) para uma velocidade máxima de vinte nós (37 quilômetros por hora). Sua autonomia era de dez mil milhas náuticas (dezenove mil quilômetros) a dez nós (dezenove quilômetros por hora). Sua tripulação tinha 812 oficiais e marinheiros.
O armamento principal consistia em quatro canhões calibre 40 de 305 milímetros em duas torres de artilharia duplas, uma à vante e outra à ré da superestrutura. A bateria secundária tinha quatro canhões calibre 40 de 203 milímetros em casamatas nos cantos das superestruturas, mais uma bateria terciária de doze canhões calibre 40 de 152 milímetros em casamatas nas laterais do casco. A defesa contra barcos torpedeiros tinha vinte canhões calibre 40 de 76 milímetros. Também eram equipados com dois canhões de 47 milímetros, dois canhões de 37 milímetros e duas metralhadoras Maxim de 10 milímetros. Por fim, tinham quatro tubos de torpedo de 450 milímetros submersos. O cinturão principal tinha 152 milímetros de espessura, enquanto o convés tinha 79 milímetros. A torre de comando e as casamatas também eram protegidas por 152 milímetros. As torres de artilharia tinham laterais com 203 milímetros de espessura.

## Carreira

### Início de serviço
O batimento de quilha do Bendetto Brin ocorreu em 30 de janeiro de 1899 no Estaleiro Real de Castellammare di Stabia. Foi lançado ao mar em 7 de novembro de 1901 na presença do rei Vítor Emanuel III, da rainha Helena, de oficiais do governo e da Esquadra do Mediterrâneo. Os trabalhos de equipagem duraram quatro anos e o navio só foi finalizado em 1º de setembro de 1905. As obras progrediram lentamente principalmente pelo atraso de materiais, especialmente a blindagem. Foi designado para a Esquadra do Mediterrâneo. As embarcações geralmente permaneciam ativas por apenas sete meses ao ano para treinamentos, enquanto nos cinco meses restantes ficavam na reserva. A Esquadra do Mediterrâneo em 1907 consistia no Benedetto Brin, seu irmão Regina Margherita e três dos couraçados da Classe Regina Elena. O navio participou das manobras anuais de 1908 entre o final de setembro e início de outubro sob o comando do vice-almirante Alfonso di Brocchetti. O Benedetto Brin permaneceu na esquadra ativa até 1910.

### Guerra Ítalo-Turca
A Itália declarou guerra contra o Império Otomano em 29 de setembro de 1911 a fim de tomar a Líbia, consequentemente iniciando a Guerra Ítalo-Turca. O Benedetto Brin foi designado para a 1ª Divisão da 2ª Esquadra junto com seu irmão e os dois couraçados da Classe Ammiraglio di Saint Bon. O navio serviu de capitânia do vice-almirante Farvelli. Chegou em Trípoli no início de outubro para substituir o couraçado Roma no bloqueio do porto. Participou entre 3 e 4 de outubro de um bombardeio das fortificações que protegiam Trípoli. Os navio usaram suas baterias secundárias no bombardeio com o objetivo de economizar munição das armas principais. Os disparos otomanos foram ineficazes.
A esquadra foi para Tobruque em 13 de abril de 1912 para se encontrarem com a 1ª Esquadra. As duas se encontraram no dia 17 próximos da ilha de Stampalia, navegando para o norte. No dia seguinte cortaram cabos submarinos de telégrafo que conectavam Imbros, Tenedos, Lemnos, Salonica e Dardanelos. A maioria dos navios em seguida foram bombardear Dardanelos para atrair a frota otomana. Enquanto isso, o Benedetto Brin, o Regina Margherita e dois contratorpedeiros foram cortar mais cabos entre Rodes e Marmaris. A divisão retornou para a Itália em julho para substituírem seus canhões desgastados e realizar reparos. Quatro canhões de 76 milímetros foram adicionados em 1912.

### Primeira Guerra Mundial

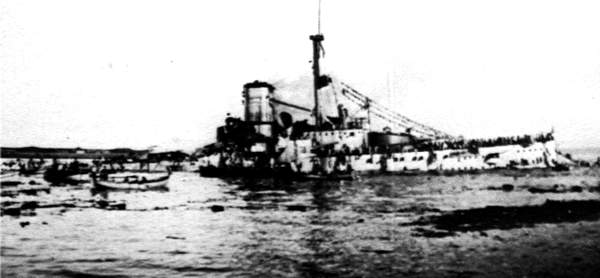
O Bendetto Brin afundando

A Primeira Guerra Mundial começou em agosto de 1914 e a Itália inicialmente declarou sua neutralidade, mas a Tríplice Entente convenceu o país em maio de 1915 a entrar no conflito contra os Impérios Centrais. A Marinha Austro-Húngara, a rival tradicional da Marinha Real, foi a principal oponente no conflito. O almirante Paolo Thaon di Revel, o Chefe do Estado-Maior Naval, acreditava que submarinos e lança-minas austro-húngaros conseguiam operar eficientemente no estreito Mar Adriático, com ele considerando essas ameaças algo muito sério para arriscar utilizar sua frota principal. Em vez disso, Revel preferiu usar sua força de batalha para implementar um bloqueio na extremidade sul do Adriático, local considerado mais seguro, colocando embarcações menores em ataques rápidos contra navios e instalações inimigas. Os couraçados assim foram preservados para confrontar a frota austro-húngara caso esta procurasse uma batalha. Nesta época o Bendetto Brin já estava obsoleto e usado como navio-escola para a 3ª Divisão.
O navio foi destruído por uma explosão interna em Brindisi em 27 de setembro de 1915. Na época acreditou-se que isto fora obra de sabotadores austro-húngaros, mas a atual Marinha Militar Italiana considera que a explosão foi acidental. Ao todo, 454 tripulantes morreram, incluindo o contra-almirante Ernesto Rubin de Cervin, enquanto oito oficiais e 379 marinheiros sobreviveram. Os dois canhões de 305 milímetros foram depois recuperados dos destroços e reusados como baterias costeiras em Veneza.